# 坝心镇
坝心镇，是中华人民共和国云南省红河哈尼族彝族自治州石屏县下辖的一个乡镇级行政单位。

## 行政区划
坝心镇下辖以下地区：
坝心村、白浪村、新海资村、新河村、老街村、底莫村、王家冲村、新街村、芦子沟村、海东村、黑尼村和邑北孔村。